# Ma Femme Chamada Bicho
Ma Femme Chamada Bicho é um documentário biográfico português de 1978, a primeira longa-metragem de cinema realizada por José Alvaro Morais, produzida pelo Centro Português de Cinema. A obra centra-se na pintora portuguesa, naturalizada francesa, Maria Helena Vieira da Silva, retratando a sua criatividade, com o contributo do pintor e marido Árpád Szenes.
Rodado em 1976, o documentário foi apresentado na edição de setembro de 1978 do Festival Internacional de Cinema da Figueira da Foz. Em televisão, a RTP2 estreou Ma Femme Chamada Bicho a 17 de outubro de 1978.

## Sinopse
A obra inicia com imagens de Paris intercaladas com clipes filmados em Lisboa. O documentário faz um retrato intimista da pintora Maria Helena Vieira da Silva (1908-92), através do olhar apaixonado do seu marido, o também pintor Árpád Szenes. Ela portuguesa, ele húngaro, o casal de artistas tornou-se francês por escolha, Paris sendo a sua pátria adotiva.
Árpád mostra alguns dos seus desenhos dedicados a Vieira da Silva. O pintor recorda os espaços abertos da Hungria, uma presença constante nas suas obras. Vieira da Silva, por outro lado, destaca o rio Tejo e a sua luz, pelo papel relevante que sempre desempenhou nas suas telas.
A relação de ambos é caracterizada por uma proteção mútua, em que os artistas salvaguardam os próprios imaginários, expressivamente diferentes, apesar de vários pontos de interceção. O universo criativo de Vieira da Silva é demonstrado através do génio, ritmo, cor e formas desafiantes da sua arte. Para além das palavras de Árpád, o filme apresenta evocações por artistas, historiadores, galeristas, poetas, escritores e outros profissionais da cultura.

## Elenco
- Maria Helena Vieira da Silva[10]
- Árpád Szenes[11]
- Mário Cesariny
- Guy Wellen
- Jeanne Boucher
- Dora Vallier
- Jean-François Jaeger
- Sophia de Mello Breyner Andresen[12]
- Agustina Bessa-Luís
- Marie Lek

## Equipa técnica
- Produção: Centro Português de Cinema[13]
- Realização: José Álvaro Morais[14]
- Consultor artístico: Jorge Martins
- Direção de fotografia: António Escudeiro[15]
- Assistentes de imagem: David Andrázs, José Maria Vaz da Silva e Mário de Carvalho
- Direção de som: Manuel Tomás
- Execução musical: Carlos Azevedo (Piano: Old King Cole and His Fiddler) e Magdalena Van Zeller (Cravo: Gavotte in C-dur de Jean-Philippe Rameau)
- Montagem: José Álvaro Morais

## Produção
Ma Femme Chamada Bicho é uma longa-metragem de Portugal, rodada em 1976 em 16 mm, falada em francês e português, com a produção do Centro Português de Cinema para o Museu da Imagem e do Som, um projeto informal que pretendia criar condições para desenvolver filmes que dessem conta, por um lado, de tradições portuguesas em vias de desaparecer e, por outro, obras biográficas sobre artistas do país. O documentário teve o apoio financeiro da Fundação Calouste Gulbenkian.

### Desenvolvimento
O projeto de um documentário acerca de Vieira da Silva e Árpád surgiu por uma encomenda da Fundação Gulbenkian ao Centro Português de Cinema,  sendo que mais tarde, a RTP viria também a demonstrar interesse. Ma Femme Chamada Bicho começou a desenvolver-se a partir de conversas entre o pintor amigo do casal, Jorge Martins, e o realizador António-Pedro Vasconcelos. Ainda assim, foi José Álvaro Morais quem aproveitou a encomenda para criar a sua primeira longa-metragem para cinema. O realizador não estava familiarizado com a obra de Vieira da Silva e desconhecia Árpád por completo, pelo que estruturou o documentário para que fosse um retrato intimista sobre a personalidade e relação do casal, para além das suas estéticas.

### Rodagem

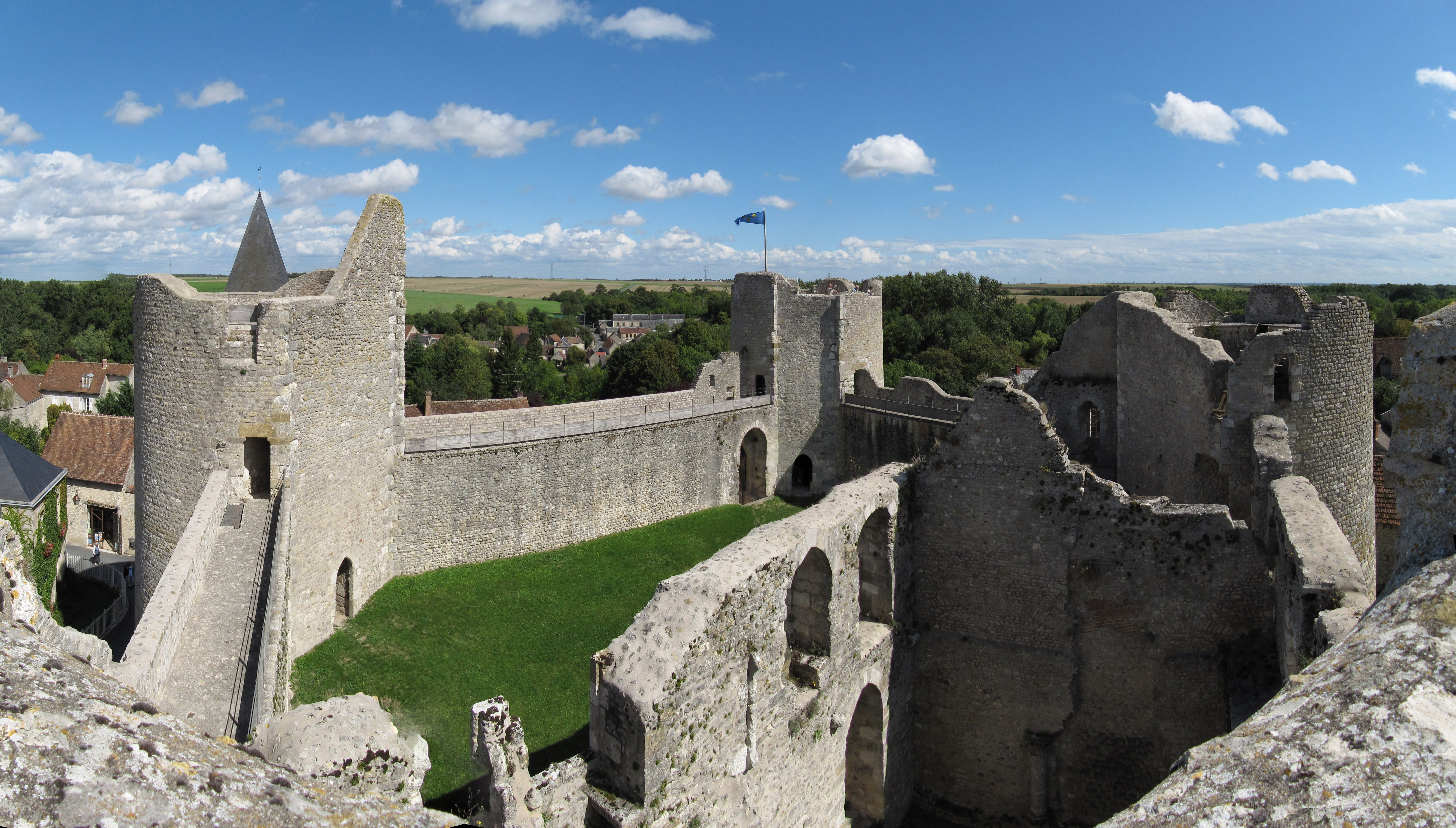
Numa das cenas do filme, Vieira da Silva descreve o impacto da arquitetura de Yèvres-le Châtel na sua arte.

Ma Femme Chamada Bicho foi filmado em 1976, em Lisboa e Paris, bem como Yèvres-le Châtel, a localidade francesa onde o casal de artistas havia adquirido uma residência secundária.

## Estética
A câmara de Morais à superfície das telas não se limita a um mero itinerário visual. De facto, o documentário procura assumir um registo intimista, pelo seu olhar sobre as respetivas obras e personalidades de Vieira da Silva e Árpád. Esta intenção sente-se logo na abertura do filme, quando José Álvaro Morais faz a montagem em paralelo de imagens de Paris e Lisboa, promovendo a sugestão dos protagonistas enquanto pessoas exiladas. Nota-se um prazer do realizador em usar espaços urbanos facilmente identificáveis como décor (sendo que a portuguesidade de Lisboa tornará a surgir em Zéfiro e O Bobo).
Ao longo da sua duração, o documentário nunca se foca num estudo de telas, mas no testemunho das diferentes facetas de uma relação. Apesar das comunalidades, os artistas procuram não intervir na arte do outro. Porém, ainda que Vieira da Silva tenha um olhar mais "modernista" e Árpád um mais "elementar", os membros deste casal reinventam-se.A imagem que marca Ma Femme Chamada Bicho surge perto do seu final, quando Vieira da Silva se mostra de rosto pintado de azul e despenteada, com um aspeto comparado a uma bruxa. Morais descreveu a sua surpresa: "impensável, pois ela era uma criatura aparentemente formal e distante". Esta tem sido apontada como a personificação de feminilidade preferida pelo realizador. A maquilhagem é utilizada na montagem do filme como um indicador poético, correspondente ao que se sucede com o romance histórico de Herculano no enredo de O Bobo e com o diálogo de Lorca em Peixe-Lua.

## Distribuição
Ma Femme Chamada Bicho foi selecionado para edição de setembro de 1978 do Festival Internacional de Cinema da Figueira da Foz. Em televisão, a RTP2 estreou o documentário a 17 de outubro de 1978.
A 2 de setembro de 2005, dia de aniversário de José Álvaro Morais, a Atalanta Filmes lançou em DVD uma edição de três discos da obra integral do realizador, na qual consta Ma Femme Chamada Bicho. Os DVDs incluem depoimentos de colaboradores e atores que trabalharam com Morais, como Agustina Bessa-Luís e Luís Miguel Cintra, entre outros.

## Receção crítica
Apesar da limitada distribuição de Ma Femme Chamada Bicho, o filme é considerado relevante na trajetória do cinema português, com o Cineclube de Joane da Casa das Artes de Vila Nova de Famalicão a apelidar o documentário de "fundamental" e a Cinemateca Portuguesa a denotar que está "a merecer uma justa reapreciação". Em História do Cinema Português, Luís de Pina destaca este filme de entre o conjunto de documentários culturais surgidos no primeiro movimento de cinema pós-25 de abril.

Gabriel Margarido Pais (Comunidade Cultura e Arte) escreve que o modo como José Álvaro Morais filma a conversa intimista e gestos expressionistas de Ma Femme Chamada Bicho, resulta em imagens que "eram um deleite visual ainda inalcançado por qualquer outro em Portugal". Augusto M. Seabra considera que o documentário serviu de epígrafe ao cinema Morais: "Um mundo de deslocação, trânsito: deslocação de espaços (geográficos) e culturas, com uma noção particular de discurso artístico".